# Intervenció General de la Generalitat de Catalunya
La Intervenció General de la Generalitat és l'òrgan titular del control intern del pressupost, sens perjudici del control que exerceixen el Tribunal de Comptes i la Sindicatura de Comptes. La Intervenció General de l'Administració de la Generalitat, adscrita al Departament d'Economia i Finances de la Generalitat de Catalunya, exerceix les seves funcions sota la dependència directa del conseller titular del Departament. La Intervenció General actua amb plena autonomia respecte als òrgans i entitats que fiscalitza. Els seus orígens ja daten d'abans de la Guerra Civil Espanyola, quan va tenir una important tasca durant les col·lectivitzacions realitzades per la Generalitat al final del periòde republicà.
La normativa de la Intervenció General en la seva forma actual és regulat per una sèrie de decrets de 1978 al 2007, que defineixen les seves tres funcions: centre de control intern de l'administració de la Generalitat, de la compatibilitat pública atribuïda a la Generalitat de Catalunya i de control financer. També té la funció de consultoria sobre activitat economicofinancera, de relació amb la contractació administrativa, la judicial alhora d'interposar recurs administratiu o altres recursos en nom de la hisenda de la Generalitat de Catalunya, assistència a òrgans col·legiats, promoció, manteniment i planificació de projectes relatius a la seva activitat, com per exemple des del 2015 la implantació de la facturació electrònica.

## Control Intern
La Intervenció General està encarregat de fiscalitzar tots els actes que puguin donar lloc al reconeixement i a la liquidació de drets i obligacions de contingut econòmic o que tinguin repercussió financera o patrimonial i intervenir els ingressos i els pagaments que en derivin. Cal distingir les següents funcions: intervenció prèvia de tots els moviments de contingut econòmic, l'ordenació de pagament, l'aplicació de les quantitats destinades a obres, subministraments, adquisicons i serveis, la qual consisteix en la comprovació que les quantitats pagades s'han invertit en la finalitat per la qual eren destinades, la comprovació dels estats de situació de personal, caixa i existències. També és responsable per a la interposició de recursos i reclamacions en els casos previstos per la llei i la comanda d'assessoraments. Les despeses de material no inventariable, de caràcter periòdic i de tracte successiu no queden sotmeses a intervenció
La comptabilitat centralitzada serà dirigida o executada pels òrgans integrats a la Intervenció General o pels interventors de les administracions amb personalitat jurídica pròpia. Segons la llei, el control financer consisteix en l'examen dels comptes, documents i antecedents que afectin l'aspecte financer del qualsevol lloc on hi hagi diners públics procedents de la Generalitat, o d'organismes que depenen de la Generalitat. Són, entre d'altres, l'Administració de la Generalitat de Catalunya i els seus organismes autònoms, les universitats públiques, els patronats i els consorcis en els quals participa la Generalitat així com les societats, empreses i entitats públiques o privades i particulars que hagin rebut una intervenció financera.
Ha de controlar la regularitat, la legalitat, l'eficiència financera, la ràtio cost/resultat i la correspondència als objectius programats. Aquest controls (Auditories) són dirigits per funcionaris membres del cos d'Intervenció de la Generalitat. Les entitats o organismes auditats han de presentar als auditors de la Intervenció General tota l'ajuda necessària, facilitant tots els documents oportuns, els antecedents i les dades.
El control d'eficàcia s'exerceix mitjançant l'anàlisi del cost del funcionament o la utilitat dels serveis o inversions dels diferents ens i del compliment dels programes corresponents. El control d'eficàcia és considerat una modalitat del control financer, i tal es realitzarà durant les auditories de les empreses i organismes autònoms.

## Control posterior

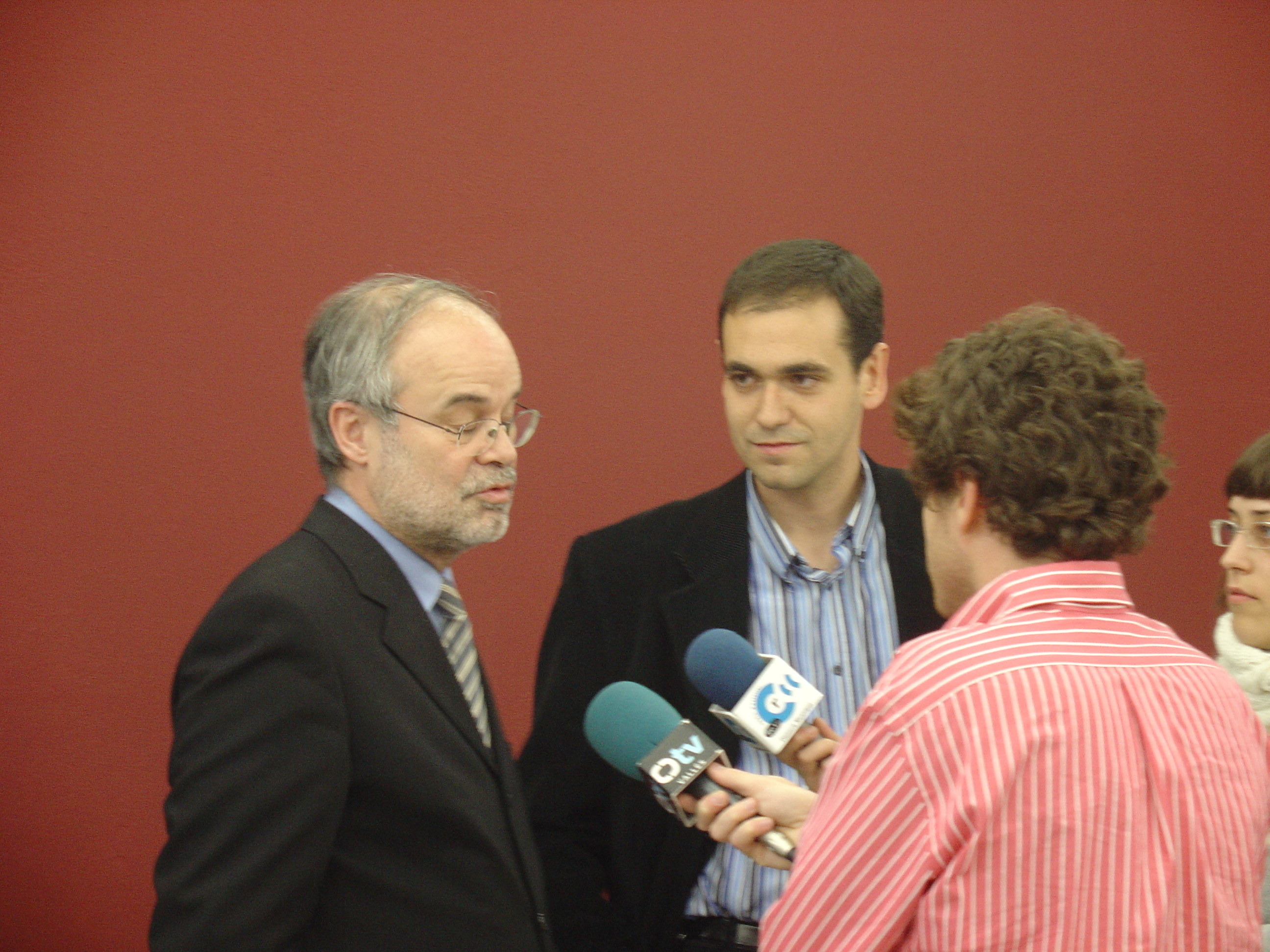
Antoni Castells

El conseller Antoni Castells, va regular el control posterior de la Intervenció General de la Generalitat El control posterior consisteix en la comprovació de tots aquells actes, expedients, documents, control de registres comptables, sistemes informàtics i bases de dades dels quals se'n deriven obligacions de caràcter econòmic, que es realitza un cop l'òrgan competent ha reconegut l'esmentada obligació. Ve regulada per l'Ordre del Conselleria d'Economia i Finances de la Generalitat de Catalunya i s'aplica a tots els departaments, a les entitats autònomes, gestores de la seguretat social i al Servei Català de la Salut.
S'ha de controlar els contractes menors regulats a la llei de Contractació del Servei Públic., les despeses derivades de la gestió de personal que presta els seus serveis a la Generalitat de Catalunya, la contractació o nomenament de personal substitut i el venciment de triennis.
La Intervenció General té atribuïdes ha d'analitzar els actes i procediments en matèria de contractació i en matèria de Funció pública. Així mateix ha de verificar i comprovar les despeses amb la finalitat prevista, mitjançant l'examen dels documents acreditatius i la verificació del material i revisar a la vista de la totalitat de la documentació d'un expedient que els actes i les despeses corresponents s'han comptabilitzat adequadament.
El Conseller d'Economia i Finances, i a proposta de l'interventor general, ha d'aprovar un pla anual de control posterior que determinarà les actuacions específiques a realitzar, els àmbits i els òrgans de control actuants. Anualment, l'interventor està obligat a emetre un informe que doni compte de les actuacions per la Generalitat de Catalunya.

## Estructura
La Intervenció General té caràcter orgànic de secretaria general adscrita al Departament d'Economia i Finances sota dependència directa del Conseller d'Economia i Finances que coordina les actuacions de la Intervenció General. L'interventor general és nomenat pel consell executiu a proposta del conseller i exerceix el comandament directa de tota la intervenció i és substituït en cas d'absència per qui designi el conseller d'Economia.
Les funcions assignades a la intervenció general són exercides per delegació per les intervencions delegades en les diferents dependències de la Generalitat. Quan l'àmbit d'actuació sigui territorial, aleshores serà la intervenció territorial qui s'encarregarà d'exercir les funcions. La coordinació d'aquestes l'ha de fer un interventor membre del cos d'Intervenció de la Generalitat, tot i que un mateix en pot coordinar diverses. De forma excepcional, i si les necessitats del servei ho requereixen, la coordinació de les intervencions pot ser exercida, amb plenitud d'efectes jurídics, per membres d'altres cossos d'interventors o del cos superior de l'Administració de la Generalitat de Catalunya, sempre que així ho determini l'interventor general mitjançant resolució. Aquesta resolució, haurà de determinar l'abast material i temporal d'habilitació, que no pot superar el termini establert per la normativa vigent.